# Ebrima Colley
Ebrima Colley (* 1. Februar 2000 in Serrekunda) ist ein gambischer Fußballspieler auf der Position eines Flügelspielers. Er ist aktuell für den BSC Young Boys und die gambische Fußballnationalmannschaft aktiv.

## Karriere

### Verein
Colley begann seine Karriere in der Jugend von Atalanta Bergamo in Italien und gab sein Debüt für die A-Mannschaft in der Serie A am 15. Dezember 2019 gegen den FC Bologna. Er konnte sich jedoch nicht in der Mannschaft durchsetzen und wurde daraufhin an den Ligakonkurrenten Hellas Verona verliehen. Nach seiner Rückkehr nach Bergamo wurde er erneut verliehen, diesmal an Spezia Calcio. Hier kam er jedoch aufgrund von Verletzungen nur zu wenigen Einsätzen. 2022 wurde Colley erneut verliehen und verließ Italien in Richtung Türkei, wo er sich beim Erstligisten Fatih Karagümrük SK erstmals als Stammspieler etablieren konnte.

### Nationalmannschaft
Sein Debüt für die gambische Fußballnationalmannschaft gab Colley am 22. März 2019 im Rahmen der Qualifikation zum Afrika-Cup 2019, gegen die Auswahl von Algerien (1:1). Er nahm an Qualifikationsspielen zur Fußball-Weltmeisterschaft 2022 und für die Afrika-Cups 2022 und 2024 teil, konnte jedoch keine nennenswerten Erfolge erzielen. Seinen bisher letzten Einsatz für Gambia absolvierte Colley am 14. Juni 2023 im Rahmen der Qualifikation zum Afrika-Cup 2024 gegen die Auswahl des Südsudan.